# کوتوله کرکی (سرده)
کوتوله کرکی (سرده) (نام علمی: Micropus) نام یک سرده از تیره کاسنیان است.